# Saxifraga bijiangensis
Saxifraga bijiangensis är en stenbräckeväxtart som beskrevs av H.Chuang. Saxifraga bijiangensis ingår i Bräckesläktet som ingår i familjen stenbräckeväxter. Inga underarter finns listade i Catalogue of Life.